# Rowlett
La ville de Rowlett (en anglais [raʊˈlɛt]) est située dans les comtés de Dallas et Rockwall, dans l’État du Texas, aux États-Unis. Sa population s’élevait à 56 199 habitants lors du recensement de 2010, estimée à 62 868 habitants en 2017.

## Source
- (en) Cet article est partiellement ou en totalité issu de l’article de Wikipédia en anglais intitulé « Rowlett, Texas » (voir la liste des auteurs).